# Filide

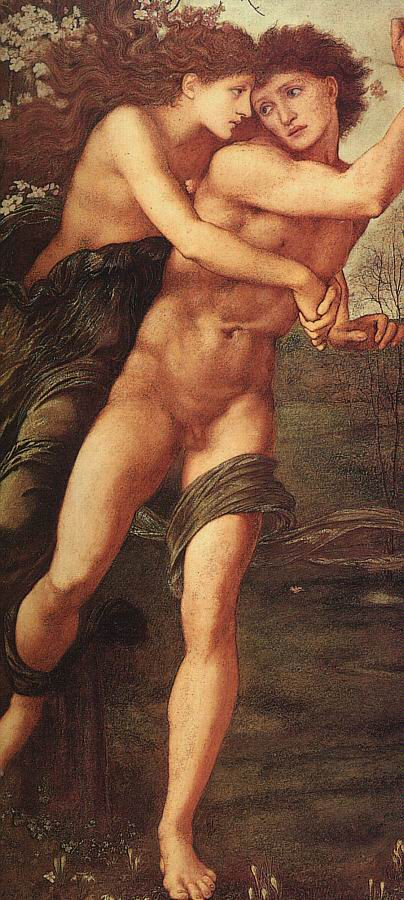
Filide e Demofonte, interpretati da Maria Zambaco e Gaetano Meo, in un dipinto ad acquerello di Edward Burne-Jones (1870).

Filide o Fillide (in greco antico: Φυλλίς?, Fyllis) figlia di Sitone, Re di Tracia, è un personaggio della mitologia greca. 

## Mitologia
Filide sposò Demofonte, figlio di Teseo, e gli portò in dote il regno. Nell'Epitome di Apollodoro è narrato che Demofonte, desideroso di rivedere Atene, dalla quale mancava da anni, un giornò partì con la promessa di tornare. Filide gli diede uno scrigno nel quale mise degli oggetti sacri alla Grande Madre Rea, e gli disse di aprirlo soltanto se non fosse potuto tornare. Dimentico della promessa, Demofonte si stabilì a Cipro. Passato il tempo stabilito per il ritorno Filide maledisse Demofonte e si uccise (si impiccò e fu mutata in mandorlo). Demofonte tornò e con il suo pianto irrorò la pianticella che incominciò subito a germogliare. Tempo dopo Demofonte aprì lo scrigno, e terrorizzato da ciò che vi vide fuggì a cavallo, ma inciampando, cadde sulla sua spada e morì trafitto.
Igino racconta che, giunto il termine entro il quale Demofonte sarebbe dovuto tornare, Filide scese sul litorale di Anfipoli nove volte prima di uccidersi: per questo i Greci chiamano quel luogo "le nove vie". Sul suo sepolcro nacquero poi degli alberi che, nella stagione in cui Filide era morta, perdevano le foglie; dal suo nome infatti verrebbe la parola "foglia" (in greco φύλλα, fùlla).

## Nella letteratura
Il mito di Filide è narrato anche da Callimaco, negli Aitia, ma di quei versi ci è giunto solo un frammento. Parla di Filide anche Ovidio, che la cita in due opere. Il disperato amore della fanciulla per Demofonte è l'argomento della seconda Eroide; e nei Remedia amoris si racconta della solitudine di Filide che, percorso per la nona volta il sentiero fino al mare, si uccide.